# 1959 في ألمانيا
فيما يلي قوائم الأحداث التي وقعت خلال عام 1959 في ألمانيا.

## سياسة

### تعيين في المنصب
- 1 يناير – هانز ديتريش غينشر عضو في البوندستاغ الألماني.
- 13 سبتمبر – هاينريش لوبكه رئيس ألمانيا.

### انتهاء فترة المنصب
- 12 سبتمبر – تيودور هويس رئيس ألمانيا.

## رياضة
- 2 أغسطس – جائزة ألمانيا الكبرى 1959 الفائز توني بروكس.

## ظهور
- 1 يناير – طبل الصفيح كتاب من تأليف غونتر غراس.

## أفلام
من الأفلام التي صدرت هذه السنة في ألمانيا:
- 22 أكتوبر – دي بروكه من إخراج بيرنهارد ويكي.

## كتب
من الكتب التي صدرت هذه السنة في ألمانيا:
- 1 يناير – طبل الصفيح من تأليف غونتر غراس.

## مواليد

### يناير
- 1 يناير – اكسل كولر مغني أوبرا ألماني.
- 1 يناير – باول بوم مهندس معماري ألماني.
- 1 يناير – ستيفن تاونسند جندي أمريكي.
- 7 يناير – فريدريش آني كاتب سيناريو ألماني.
- 9 يناير – مونيكا ستاب
- 12 يناير – رالف مولر
- 21 يناير – أوسكار رولر

### فبراير
- 1 فبراير – باربارا اوير ممثلة ألمانية.
- 11 فبراير – رينيه مولر
- 14 فبراير – مانفريد موك ممثل ألماني.
- 16 فبراير – جون ماكنرو لاعب كرة مضرب من الولايات المتحدة.
- 22 فبراير – هولغر هيرونيموس لاعب كرة قدم ألماني.

### مارس
- 23 مارس – هارالد ثيسين لاعب كرة مضرب ألماني.
- 30 مارس – سابين ماير

### أبريل
- 8 أبريل – مايكل هوبنر
- 10 أبريل – ستانيسلاف تيليش سياسي ألماني.
- 10 أبريل – يوخن نيكل ممثل ألماني.
- 22 أبريل – ايبرهارد بودنشاتز فيزيائي ألماني.

### مايو
- 9 مايو – اولريش ماتيس ممثل ألماني.
- 15 مايو – رونالد بوفالا سياسي ألماني.
- 19 مايو – ولفغانغ بوب
- 27 مايو – انجيليكا بارتش ممثلة ألمانية.

### يونيو
- 17 يونيو – أولريكه ريشتر
- 19 يونيو – كريستيان فولف الرئيس العاشر لجمهورية ألمانيا الاتحادية (2010-2012).

### يوليو
- 30 يوليو – بترا فيلكه

### سبتمبر
- 12 سبتمبر – زيغمار غابرييل سياسي ألماني.
- 15 سبتمبر – أندرياس إيشباخ كاتب ألماني.

### نوفمبر
- 17 نوفمبر – توماس ألوفس لاعب كرة قدم ألماني.
- 30 نوفمبر – سيلفيا هانيكا لاعبة كرة مضرب ألمانية.

### ديسمبر
- 4 ديسمبر – كريستا لدينج-روثنبور
- 19 ديسمبر – مايكل تونيس لاعب كرة قدم ألماني.
- 22 ديسمبر – بيرند شوستر
- 24 ديسمبر – ايرين فيشر ممثلة ألمانية.
- 26 ديسمبر – فولفانغ رولف لاعب كرة قدم ألماني.

## وفيات

### يناير
- 1 يناير – كارل ميسنر (مواليد 1891)
- 12 يناير – كارل جوردن (مواليد 1861) عالم حشرات ألماني.

### فبراير
- 22 فبراير – كارل هيسنبرغ (مواليد 1904) رياضياتي ألماني.

### أبريل
- 10 أبريل – هارالد شيرينغ (مواليد 1880) فيزيائي ألماني.

### مايو
- 14 مايو – ماريا أنتونيا من البرتغال (مواليد 1862)
- 20 مايو – جورج جوس (مواليد 1894) فيزيائي ألماني.

### يونيو
- 9 يونيو – أدولف فينداوس (مواليد 1876) كيميائي ألماني.

### يوليو
- 6 يوليو – جورج غروز (مواليد 1893) فنان ألماني.

### ديسمبر
- 9 ديسمبر – كورت هيلد (مواليد 1897) فنان ألماني.